# گیدئون ولس
گیدئون ولس (انگلیسی: Gideon Welles; ۱ ژوئیهٔ ۱۸۰۲ – ۱۱ فوریهٔ ۱۸۷۸) سیاست‌مدار اهل ایالات متحده آمریکا بود.